# Баник (футбольный клуб, Соколов)
«Ба́ник» — чешский футбольный клуб, базирующийся в городе Соколов. Выступает в Богемской футбольной лиге. третьей по значимости в Чехии. Стадион, на котором играет клуб, вмещает до 5 тысяч зрителей.

## История
В Соколове футбол был задолго до начала Второй мировой войны, правда клуб тогда был немецким. После изменения названия города на Falknov, в городе существовало два клуба DSK Falknov и Falkenauer FK, которые играли в чемпионате местного немецкого округа. В 1940-х годах эти клубы были объединены в NSTG Falkenauer, и спустя два года клуб начал добиваться успехов. Команда прошла 1/16 финала Кубка страны, потом выбив из 1/8 финала SC Planitz вышла в четвертьфинал, где встречалась с именитым противником — I. Vienna Wien. Вместимость стадиона срочно расширили до 5 тысяч, но и этого не хватило, чтобы вместить всех желающих. В этой удивительной игре хозяева выиграли 4:0 и вышли в полуфинал. Следующим соперник стал SC Blau-Weiss. Берлинская команда дома выиграла 4:1, и наконец остановила победную серию «Баника». Этот успех стал самым громким в истории клуба.

## Статистика

### Последние сезоны
| Сезон   | Лига                      | Место    | Кубок                 | Комментарий        |
| ------- | ------------------------- | -------- | --------------------- | ------------------ |
| 2024/25 | Дивизион A                |          | Предварительный раунд |                    |
| 2023/24 | Дивизион A                | 5 место  | не участвовал         |                    |
| 2022/23 | Богемская футбольная лига | 16 место | Предварительный раунд | понижение в классе |
| 2021/22 | Богемская футбольная лига | 13 место | Второй раунд          |                    |
| 2020/21 | Богемская футбольная лига | 16 место | Первый раунд          |                    |
| 2019/20 | ФНЛ                       | 15 место | Третий раунд          | понижение в классе |
| 2018/19 | ФНЛ                       | 11 место | Третий раунд          |                    |
| 2017/18 | ФНЛ                       | 7 место  | Третий раунд          |                    |
| 2016/17 | ФНЛ                       | 13 место | Второй раунд          |                    |
| 2015/16 | ФНЛ                       | 4 место  | Второй раунд          |                    |
| 2014/15 | ФНЛ                       | 5 место  | Второй раунд          |                    |
| 2013/14 | ФНЛ                       | 6 место  | Второй раунд          |                    |
| 2012/13 | ФНЛ                       | 3 место  | Первый раунд          |                    |
| 2011/12 | Вторая лига               | 3 место  | Третий раунд          |                    |
| 2010/11 | Вторая лига               | 6 место  | 1/8 финала            |                    |
| 2009/10 | Вторая лига               | 10 место | Второй раунд          |                    |
| 2008/09 | Вторая лига               | 6 место  | Третий раунд          |                    |
| 2007/08 | Вторая лига               | 9 место  | Второй раунд          |                    |
| 2006/07 | Вторая лига               | 6 место  | Второй раунд          |                    |
| 2005/06 | Дивизион Б                | 2 место  | Второй раунд          | повышение в классе |

### История участий
- В Первой лиге команда ни разу не была;
- Вторая лига Чехии:
  - 1951—1952 (Региональная лига);
  - 1977/78 (ČNL);
  - 2006—2020 (2-я лига);
- Третья лига Чехии:
  - 1953—1970, 1972—1976, 1978—1980 (1953—1954 Региональная лига, 1955—1959/60 Областная лига, 1960/61-1964/65 Региональный чемпионат, 1965/66-1968/69 2-й дивизион, 1969/70 3ья лига), 2020—н.в.
  - 1972/73-1975/76 (1972/73-1973/74 3ья лига, 1973/74-1975/76 ČNL)
  - 1978/79-1979/80 (Дивизион Б).

### Прежние названия
- 1948 — SK HDB Falknov nad Ohří
- 1948 — ZTS Sokol HDB Sokolov
- 1953 — DSO Baník Sokolov
- 1962 — TJ Baník Sokolov
- 1992 — FK Baník Sokolov